# Движение единого народного действия
Движение единого народного действия (MAPU — исп. Movimiento de Acción Popular Unitario) — политическая партия социалистической направленности в Чили в 1969—1994 годах, образовавшаяся из левого откола от христианской демократии (как и партия Левые христиане, ныне Гражданская левая партия). 
Была частью коалиции Народное единство, поддерживавшей Сальвадора Альенде, её члены были репрессированы во время диктатуры Аугусто Пиночета. В этот период некоторые из его более радикальных членов сформировали ведшее вооружённую борьбу Молодёжное движение Лаутаро (Movimiento Juvenil Lautaro), чьи лидеры были политическими заключенными во время диктатуры и после возвращения к демократии. Другая, более умеренная фракция бывших членов партии присоединилась к социал-демократической Партии за демократию в 1987 году. Пользовалась влиянием главным образом среди интеллигенции.

## История
Партия MAPU образовалась 19 мая 1969 года в результате откола от Христианско-демократической партии Чили. Хотя в то время христианские демократы были при власти, у многих членов партии, особенно молодёжи, возникло критическое отношение к политике правительства, которую они считали прокапиталистической, проамериканской и проимпериалистической. Отделившись от ХДП и образовав собственную партию под началом Родриго Амбросио, который погиб в результате несчастного случая в мае 1972 года, они присоединились к левой коалиции Народное единство и участвовали в правительстве Альенде. Представитель партии Жак Чончоль стал министром сельского хозяйства, ответственным за аргарную реформу.
Идеологическая линия партии не была чётко определена. Партийные лидеры вдохновлялись Сальвадором Альенде и Фиделем Кастро (с которым делегация MAPU встретилась в 1972 г. во время посещения Кубы). Первый съезд в ноябре 1971 года поставил задачей «преобразование из мелкобуржуазной партии в марксистскую». Однако MAPU официально не провозглашала марксистской ориентации, поскольку в стране и так существовал ряд марксистских партий, а претендовала на лево-христианскую нишу (которая, впрочем, тоже уже была занята новой партией «Левые христиане», Izquierda Cristiana).
Во время второго съезда партии, состоявшегося в ноябре 1972 года, широкую поддержку получили силы во главе с Оскаром Гильермо Гарретоном и Эдуардо Акевендо. Они были более радикальными, придерживались марксизма-ленинизма и ориентировались на Движение неприсоединения, оставаясь критически настроенными и к Западу, и к СССР. В ответ группа известных политиков MAPU (Жак Чончоль, Рафаэль Аугустин Гомусио, Альберто Херес и Сильва Солар) покинули её и присоединились к партии Левые христиане.
7 марта 1973 году MAPU раскололась на две враждующие группы: одна организация во главе с генеральным секретарём Оскаром Гильермо Гарретоном и Эдуардо Акевендо приняла идеологию марксизма-ленинизма и заняла воинственные левые позиции. Эта группа вместе с большинством Социалистической партии, партией «Левые христиане» и особенно с Левым революционным движением (MIR, Movimiento de Izquierda Revolucionaria), не входившим в коалицию, составляла «революционный полюс», требовавший углубления социалистической революции.

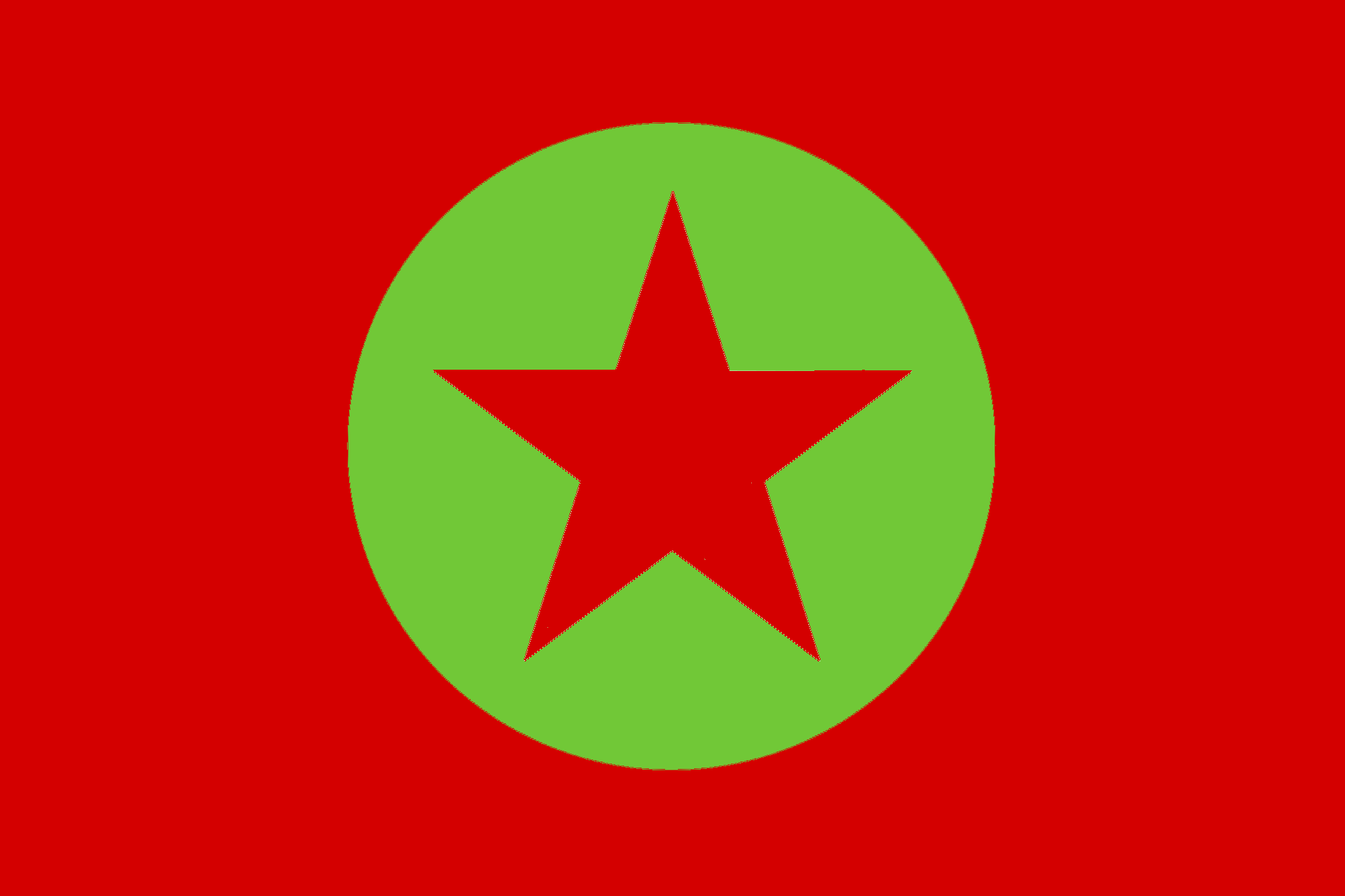
Флаг Рабоче-крестьянского MAPU

Другая фракция во главе с генеральным секретарём Хайме Гасмури и Энрике Корреа критиковала ультралевые взгляды и сформировала новую партию, Рабоче-крестьянское MAPU (MAPU Obrero Campesino). Претендуя на роль «третьей пролетарской партии страны» (после социалистов и коммунистов), она была близка к Коммунистической партии Чили, отстаивала более умеренную и реформистскую тактику, искала компромисса с христианскими демократами и военными. У неё было два министра в правительстве Альенде (Фернандо Флорес и Хуан Карлос Конча). 
На парламентских выборах в марте 1973 года MAPU получила 2,55 % голосов и 2 места в палате депутатов, Рабоче-крестьянское MAPU парламентских мандатов не получила. Обе группы оставались в Народном единстве, пока его правительство не было свергнуто военным переворотом 11 сентября 1973 года. Они продолжили свою деятельность в подполье, опираясь на связи в профсоюзных и церковных кругах.